# Jan-Baptist Huysmans
Pour les articles homonymes, voir Huysmans.
Jan-Baptist Huysmans ou Jan Baptist Huysmans, connu en France comme Jean Baptiste Huysmans, (né le 25 avril 1826 à Anvers - mort mai 1906 à Hove) est un peintre orientaliste belge. Il a mené un style de vie péripatéticien et a voyagé et travaillé dans de nombreux pays.
Il ne doit pas être confondu avec Jan Baptist Huysmans (1654-1716) (en), peintre paysagiste flamand.

## Biographie
De 1843 à 1849, il étudie la peinture à l'Académie royale des beaux-arts d'Anvers de 1843 à 1849. Il effectue de nombreux voyages en Grèce, en Tunisie, en Algérie, en Égypte, et en Asie mineure. L'orient devient son thème de prédilection. Il consacre de nombreuses toiles à des scènes de la vie quotidienne des habitants de ces régions. Il passe 30 ans à Paris avant de retourner à sa ville natale d'Anvers.
Il a exposé à Anvers en 1853, au Royal Glasgow Institute des Beaux-Arts et à la Manchester Art Gallery de 1863 à 1891 et au Salon des artistes français à Paris en 1889 lors de l'Exposition universelle de Paris de 1889.
Il est mort à Hove en Belgique où il s'était établi avec sa femme Maria-Catherina.

## Œuvre
Huysmans est connu principalement pour ses compositions orientalistes. Pendant sa vie il a également produit de larges compositions religieuses pour les églises de Jérusalem ainsi que des panneaux décoratifs dans l'église et les bâtiments municipaux des villes de Gheel et Comines en Belgique.
Les peintures orientalistes de Huysmans étaient clairement influencées par le grand maître d'Orientalisme Gérôme. Il peut aussi avoir été influencé par le peintre britannique John Frederick Lewis (1804-1876), dont les scènes de genre "domestiquées" du Moyen-Orient étaient louées en Europe.
Il publie ses Mémoires dans des ouvrages illustrés intitulés Voyages en Italie et en Orient en 1856-1857. Notes et Impressions 1857 et Voyages en Espagne et en Algérie en 1862,.

## Galerie

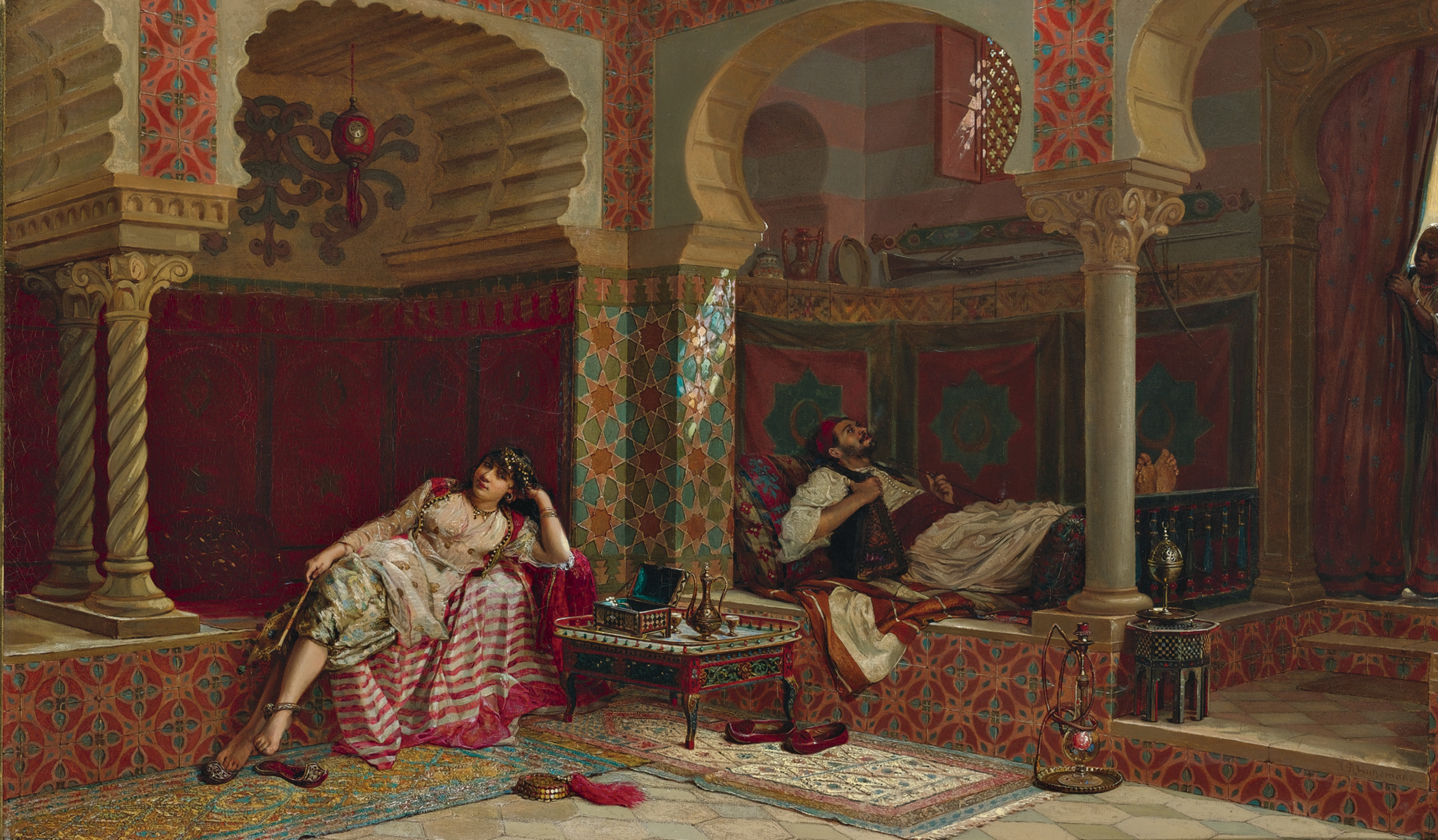
Une réunion privée.
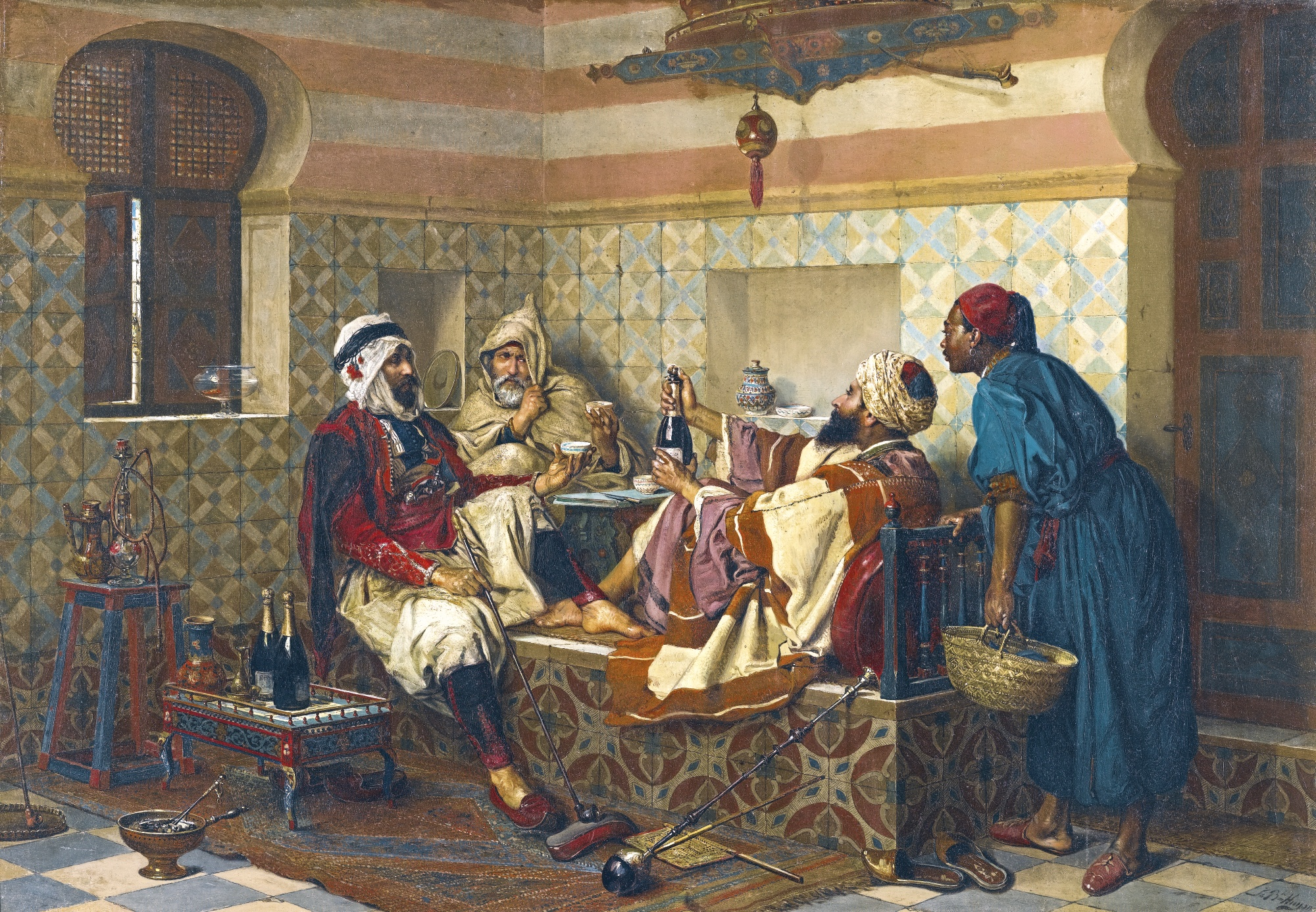
Les buveurs de champagne.
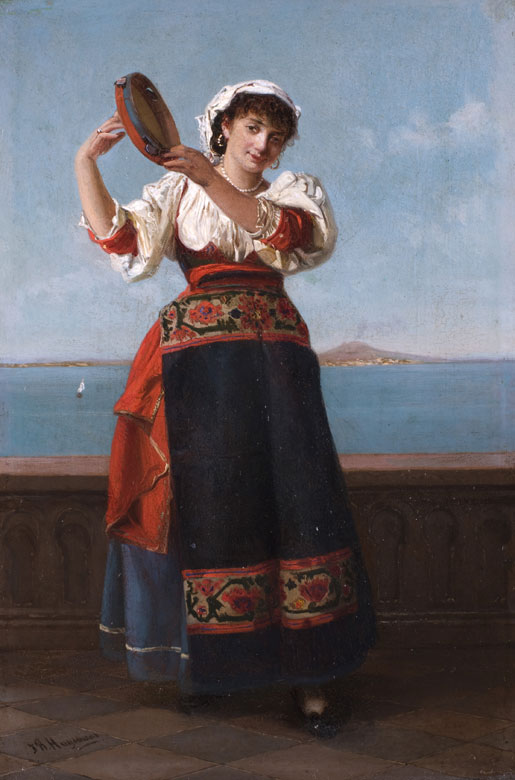
Italienne avec tambourin napolitain.
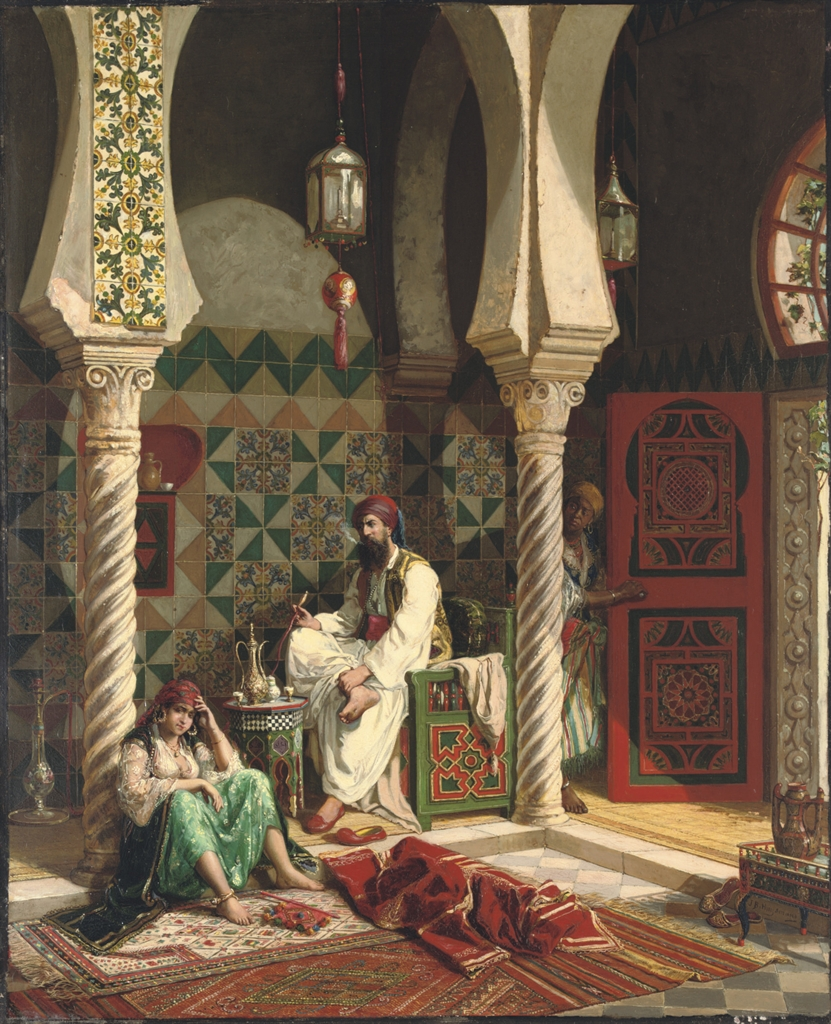
Un nuage en plein soleil.